# HNK Gorica
HNK Gorica, właściwie Hrvatski Nogometni Klub Gorica – chorwacki klub piłkarski z siedzibą w Velikiej Goricy, powstały 16 lipca 2009 w wyniku fuzji klubów NK Radnik i NK Polet. Obecnie występuje w rozgrywkach HNL.

## Historia
W Velikiej Goricy i całym regionie Turopolje istnieje długa tradycja piłkarska. Pierwsze kluby futbolowe powstały w latach 30. XX wieku, ale najbardziej znany i osiągający największe sukcesy, klub piłkarski NK Radnik, powstał w 1945 roku, tuż po zakończeniu II wojny światowej.
NK Radnik osiągał umiarkowane sukcesy w Jugosławii, a jego największe sukcesy przypadają na pierwsze sezony w wolnej Chorwacji. Klub spędził dwa sezony w 1. HNL, 1992/1993, który zakończył na 13. miejscu z 25 punktami oraz 1993/1994, który zakończył na ostatnim 18. miejscu z ledwie 8 punktami i, aż 109 bramkami straconymi przy tylko 17 zdobytych. Po spadku zespół zaczął grać coraz gorzej, występując nawet w czwartej lidze przez cztery sezony (od 2002 do 2006).
W 2009 roku NK Radnik znalazł się w poważnych kłopotach finansowych i jedynym rozwiązaniem dla ocalenia klubu było ogłoszenie bankructwa, bądź połączenie z jednym ze stabilnych finansowo lokalnych klubów piłkarskich. Tak doszło do fuzji NK Radnika i NK Polet ze wsi Buševec położonej nieopodal Velikiej Goricy. Latem 2009 doszło do uzgodnienia ostatecznych warunków fuzji, a 16 lipca tego samego roku ogłoszono powstanie klubu HNK Gorica.
Nowo powstały klub dostał licencję na grę w zachodniej grupie 3. HNL w sezonie 2009/2010. Jeszcze w tym samym sezonie klub wywalczył awans do 2. HNL. Dzięki temu, po wielu latach nieobecności, drużyna z Velikiej Goricy powróciła na szczebel centralny.
Przed rozpoczęciem sezonu 2010/2011 myślano, iż ambicje klubu nie są wysokie i zarówno kibice, zawodnicy, jak i władze klubu, będą zadowolone z dotychczasowego osiągnięcia. Jednakże w trakcie sezonu HNK Gorica okazała się najlepszym klubem w drugiej lidze, co zakończyło się drugim awansem z rzędu i uzyskaniem awansu do 1. HNL dwa spotkania przed końcem sezonu. Mimo osiągniętego rezultatu w następnym sezonie klub nadal występował w 2. HNL, ponieważ nie uzyskał licencji na grę w chorwackiej ekstraklasie.
W latach 2011–2014, a więc przez trzy następne sezony, klub zajmował miejsca w środku ligowej stawki i nie liczył się w walce o awans do najwyższej ligi. Dopiero w sezonie 2014/2015 klub z powrotem włączył się do walki o awans. W tym sezonie zajął trzecie miejsce. W następnym 2015/2016 czwarte, a w 2016/2017 był najbliżej awansu, bo rozgrywki zakończył na drugim miejscu. Dzięki temu trafił do fazy play-off z przedostatnim zespołem 1. HNL, czyli z Cibalią Vinkovci. Pierwszy mecz został rozegrany jako domowy i zakończył się wynikiem 0:2, a drugi wyjazdowy 3:1. W dwumeczu lepszą drużyną okazała się Cibalia Vinkovci, która pozostała w 1. HNL.
Sezon 2017/2018 był przełomowy dla HNK Goricy, ponieważ drużyna ukończyła rozgrywki na pierwszym miejscu i wywalczyła bezpośredni awans. Przed sezonem 2018/2019 klub ogłosił, iż będzie grał na Stadionie Maksimir w Zagrzebiu, jednak Gradski stadion został doposażony w oświetlenie, skutkiem czego Byki mogły grać na swoim domowym obiekcie. Debiutancki sezon Goriczan w chorwackiej ekstraklasie był jednym z najbardziej zaskakujących momentów ligi. HNK Gorica, zdobywając 59 punktów, okazała się najlepszym beniaminkiem od sezonu 1993/1994, a więc pierwszego w którym pojawiły się drużyny wchodzące z niższego poziomu rozgrywkowego, co zarazem czyni z klubu najlepszego beniaminka od początku istnienia 1. HNL. Drużynie udało się pokonać tak znane chorwackie kluby jak Hajduk Split i NK Osijek, oba dwukrotnie, oraz ówczesnego wicemistrza kraju HNK Rijekę, aż trzykrotnie. Pomimo tego klub ukończył rozgrywki w środku stawki zajmując 5. miejsce, jednakże tracąc tylko 3 punkty do czwartego miejsca dającego awans do eliminacji Ligi Europy (miejsce to zajął Hajduk Split). Również transfery przeprowadzone przez klub przed, jak i w trakcie sezonu, okazały się bardzo udane. Większość zawodników przychodzących do klubu została ściągnięta za darmo, jako wolni zawodnicy, lub za niewielką opłatą. Najbardziej znaczącymi wzmocnieniami okazali się gracze o ofensywnym usposobieniu: chorwacki skrzydłowy Kristijan Lovrić (30-10-9), polski napastnik Łukasz Zwoliński (33-14-3), senegalski napastnik Cherif Ndiaye (17-8-2) oraz nigeryjski ofensywny pomocnik Iyayi Atiemwen (17-7-4). Ten ostatni zajął 3. miejsce w plebiscycie na ligowego zawodnika roku 2018 oraz został najdrożej sprzedanym zawodnikiem w historii klubu (nieoficjalnie 3 miliony euro).

## Obecny skład
Stan na 3 sierpnia 2022
| Nr | Poz. | Piłkarz                                          |
| -- | ---- | ------------------------------------------------ |
| 1  | BR   | Karlo Ziger                                      |
| 3  | OB   | Aleksandar Jovičić (kapitan)                     |
| 4  | OB   | Matthew Steenvoorden                             |
| 5  | OB   | Saša Marjanović                                  |
| 6  | OB   | Amet Korça                                       |
| 8  | PO   | Joey Suk                                         |
| 9  | NA   | Deni Jurić (wypożyczony z Dinama Zagrzeb)        |
| 11 | PO   | Edin Julardžija                                  |
| 12 | BR   | Jan Paolo Debijađi                               |
| 14 | NA   | Josip Mitrović                                   |
| 15 | OB   | Moussa Wagué                                     |
| 16 | PO   | Toni Fruk (wypożyczony z Fiorentiny)             |
| 17 | PO   | Vinko Skrbin                                     |
| 18 | PO   | Patrik Jug                                       |
| 19 | NA   | Caio Da Cruz                                     |
| 20 | OB   | Momčilo Raspopović                               |
| 21 | PO   | Paulius Golubickas                               |
| 22 | OB   | Matúš Vojtko (wypożyczony ze Slovana Bratysława) |

| Nr | Poz. | Piłkarz                                   |
| -- | ---- | ----------------------------------------- |
| 23 | PO   | Anthony Kalik                             |
| 25 | OB   | Krešimir Krizmanić                        |
| 26 | NA   | Ante Matej Jurić                          |
| 31 | BR   | Ivan Banić                                |
| 33 | OB   | Cheick Keita                              |
| 55 | OB   | Jozo Šimunović                            |
| 71 | PO   | Wallace                                   |
| 88 | PO   | Jurica Pršir                              |
| 98 | NA   | Matar Dieye                               |
| 99 | NA   | Merveil Ndockyt                           |
|    | PO   | Fran Tomek (wypożyczony z Dinama Zagrzeb) |
|    | NA   | Tin Janušić                               |
|    | NA   | Josip Ivan Zorica                         |
|    | NA   | Lion Cahani                               |
|    | PO   | Tin Zavalić                               |
|    | PO   | Matej Adžić                               |
|    | PO   | Luka Brlek                                |

## Poszczególne sezony
| Sezon     | Rozgrywki ligowe | Rozgrywki ligowe | Rozgrywki ligowe | Superpuchar   | Superpuchar                                           |                                           | Uwagi |
| Sezon     | Liga             | Liga             | Miejsce          | Puchar        | Superpuchar                                           |                                           | Uwagi |
| 2009/2010 | III              | 3. HNL           | 1/18             | –             | –                                                     |                                           |       |
| 2010/2011 | II               | 2. HNL           | 1/16             | –             |                                                       | Klub nie uzyskał licencji na grę w 1. HNL |       |
| 2011/2012 | II               | 2. HNL           | 7/15             | –             |                                                       |                                           |       |
| 2012/2013 | II               | 2. HNL           | 10/16            | 1/8 finału    | –                                                     |                                           |       |
| 2013/2014 | II               | 2. HNL           | 7/12             | 1/16 finału   | –                                                     |                                           |       |
| 2014/2015 | II               | 2. HNL           | 3/12             | –             |                                                       |                                           |       |
| 2015/2016 | II               | 2. HNL           | 4/12             | 1/16 finału   |                                                       |                                           |       |
| 2016/2017 | II               | 2. HNL           | 2/12             | runda wstępna | Przegrane baraże o awans do 1. HNL z Cibalią Vinkovci |                                           |       |
| 2017/2018 | II               | 2. HNL           | 1/12             | 1/8 finału    |                                                       |                                           |       |
| 2018/2019 | I                | 1. HNL           | 5/10             | –             | –                                                     |                                           |       |
| 2019/2020 | I                | 1. HNL           | 6/10             | 1/4 finału    |                                                       |                                           |       |
| 2020/2021 | I                | 1. HNL           | 5/10             | 1/2 finału    |                                                       |                                           |       |
| 2021/2022 | I                | 1. HNL           | 6/10             | 1/2 finału    | –                                                     |                                           |       |
| 2022/2023 | I                | HNL              | ?/10             |               |                                                       |                                           |       |

## Dotychczasowi trenerzy
- Damir Petravić (16 lipca 2009 – 6 września 2011)
- Sreten Ćuk (7 września 2011 – 14 maja 2012)
- Damir Milinović (1 lipca 2012 – 25 listopada 2012)
- Samir Toplak (9 grudnia 2012 – 20 kwietnia 2013)
- Ilija Lončarević (20 kwietnia 2013 – 30 listopada 2014)
- Dražen Biškup (3 grudnia 2014 – 3 września 2015)
- Damir Milinović (9 września 2015 – 30 marca 2017)
- Davor Mladina (30 marca 2017 – 30 czerwca 2017)
- Dean Klafurić (1 lipca 2017 – 12 września 2017)
- Damir Grlić (14 września 2017 – 22 stycznia 2018)
- Ivan Prelec (22 stycznia 2018 – 30 czerwca 2018)
- Sergej Jakirović (1 lipca 2018 – 24 lutego 2020)
- Valdas Dambrauskas[b] (25 lutego 2020[13][14] – 3 stycznia 2021[15])
- Siniša Oreščanin (od 3 stycznia 2021[16])

## Sukcesy
- Druga HNL (2): 2010/2011, 2017/2018
- Treća HNL – Zachód (1): 2009/2010